# Оно, Акико
Акико Оно (яп. 小野 明子; род. 27 июля 1978, Токио) — японская скрипачка.
В 12-летнем возрасте переехала в Великобританию, чтобы заниматься у Иегуди Менухина и Натальи Боярской в Школе Иегуди Менухина; училась также у Доры Шварцберг в Венском университете музыки. В 2000 г. выиграла Международный конкурс молодых скрипачей имени Иегуди Менухина, призёр ряда других конкурсов (в том числе третья премия Конкурса имени Паганини, 1999). Преподаёт в Школе Иегуди Менухина.